# 小行星6331
小行星6331（英語：6331）是一颗围绕太阳公转的小行星。1992年3月28日，上田清二、金田宏在钏路市发现了此天体。
这颗小行星的绝对星等为190.0220383707565等。